# Paine (Cile)
Paine è un comune del Cile della provincia di Maipo. Si trova nella Regione Metropolitana di Santiago. Al censimento del 2002 possedeva una popolazione di 50.028 abitanti.

## Società

### Evoluzione demografica
| Censimento del 1992 | Censimento del 2002 |
| 37.529 ab.          | 50.028 ab.          |